# La storia di Ruth
La storia di Ruth (The Story of Ruth) è un film del 1960 diretto da Henry Koster, tratto dal biblico Libro di Rut.

## Trama

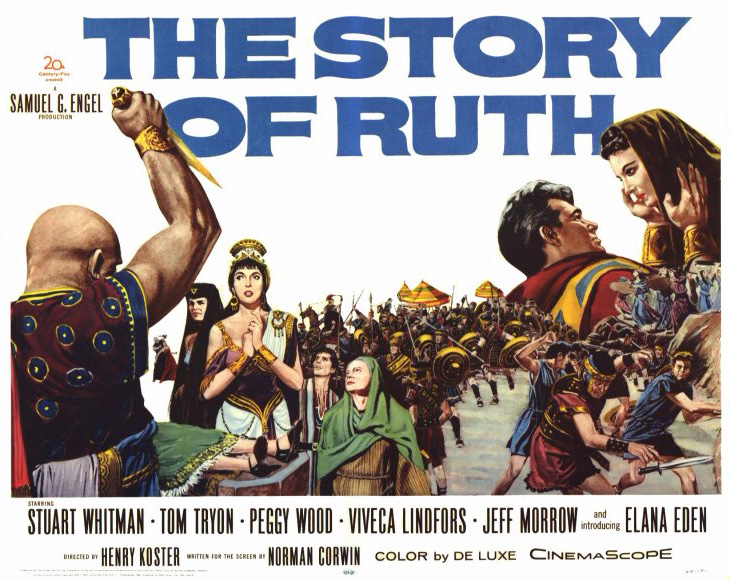
Poster originale del film

Ruth, figlia di un povero contadino, all'età di cinque anni viene venduta dal padre ai sacerdoti di Moab ed avviata al culto del sanguinario dio Chemosh. Dopo qualche tempo viene giudicata dal Gran Sacerdote Hedak la più degna di essere sacrificata al dio; ma viene poi respinta, essendole apparsa improvvisamente una macchia sulla pelle.
A vent'anni, Ruth viene nominata sacerdotessa ed è incaricata di condurre al sacrificio una bambina. Avendo conosciuto una famiglia di giudei, composta dal vecchio Elimelech, dalla moglie Noemi e dai figli Mahlon e Chilion, Ruth è colpita dalla purezza dei loro sentimenti religiosi, e vede vacillare la propria fede. Il giorno del sacrificio sull'altare, Ruth, sopraffatta dall'orrore, fugge. Il Gran Sacerdote, sospettando che la sacerdotessa sia innamorata di Mahlon, fa arrestare lei e gli israeliti: di questi, due vengono uccisi e Mahlon è condannato a lavorare tutta la vita nelle miniere.
Dopo sei mesi Ruth esce di prigione e, con l'aiuto di Noemi, fa fuggire Mahlon dalla miniera; ma il giovane viene successivamente ucciso. Ruth decide di seguire Noemi a Betlemme e di abbracciare la religione ebraica: durante il viaggio incontra Boaz, un giovane di bell'aspetto, e tra i due nasce un sentimento di reciproca simpatia. Giunte a Betlemme, Noemi e Ruth devono mettersi a lavorare nei campi per vivere; ma Boaz, mantenendo l'incognito, le aiuta finanziariamente. Il Gran Sacerdote Hedak manda a Betlemme sicari travestiti che accusano Ruth di essere ancora devota al dio Chemosh, ma la fanciulla riesce a dimostrare la falsità dell'accusa. Ruth viene chiesta in sposa da Tob, un parente di Noemi, che secondo la legge ebraica avrebbe diritto di ottenerla in moglie; ma Ruth dimostra chiaramente di amare Boaz, e Tob è costretto a rinunciare al suo proposito. Ruth sposa Boaz e della loro discendenza farà parte David, futuro re d'Israele; il nonno di David, Obed, sarà infatti il figlio di Ruth e Boaz.